# Fête de la Sainte-Barbe
Pour les articles homonymes, voir Sainte-Barbe.

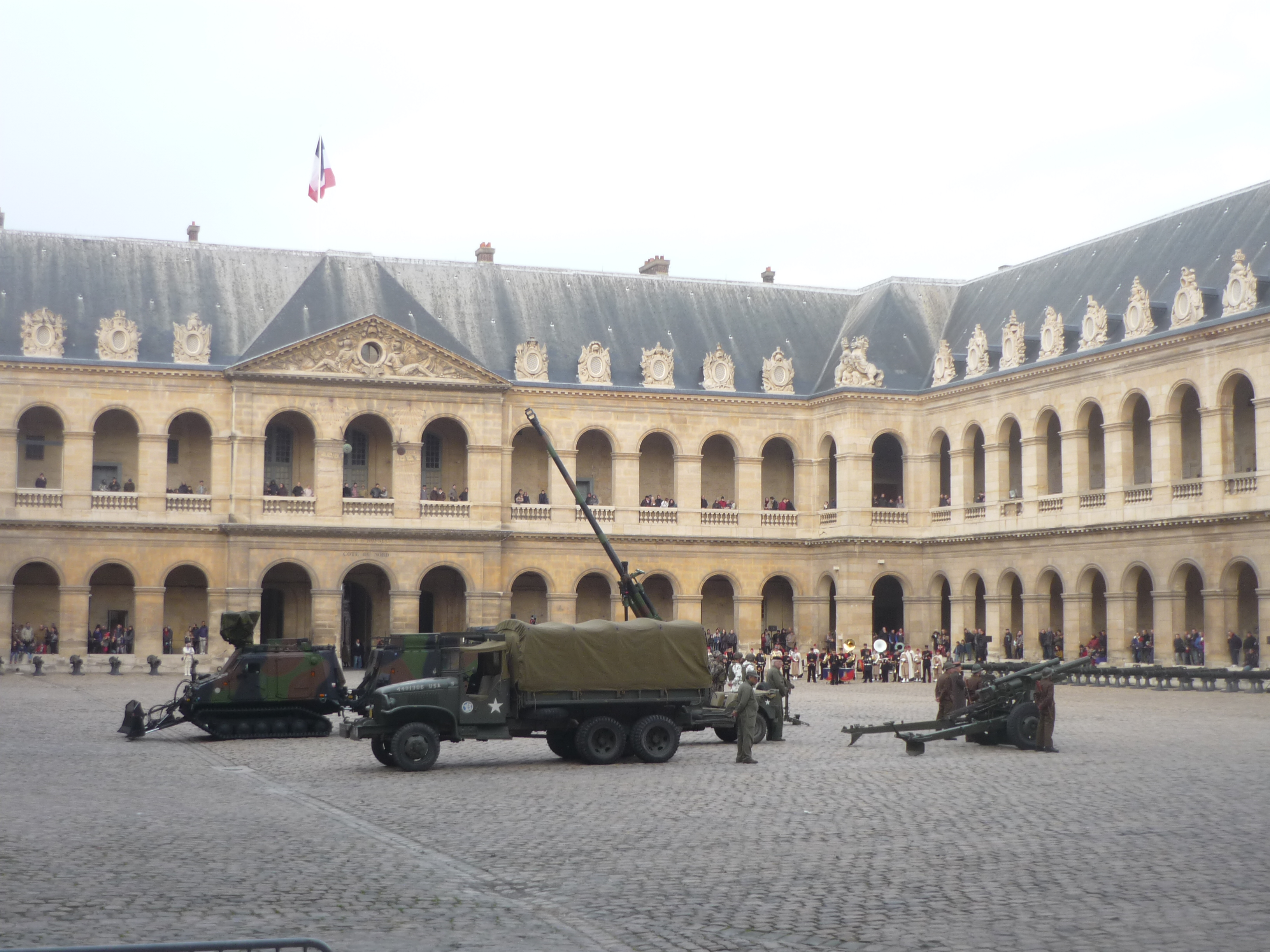
Fête de la Sainte-Barbe dans la cour d'honneur de l'hôtel des Invalides en 2015.

La fête de la Sainte-Barbe est une fête consacrée à Barbara d'Héliopolis, dite sainte Barbe, et surnommée « la sainte du feu », observée les 4 décembre.

## Historique

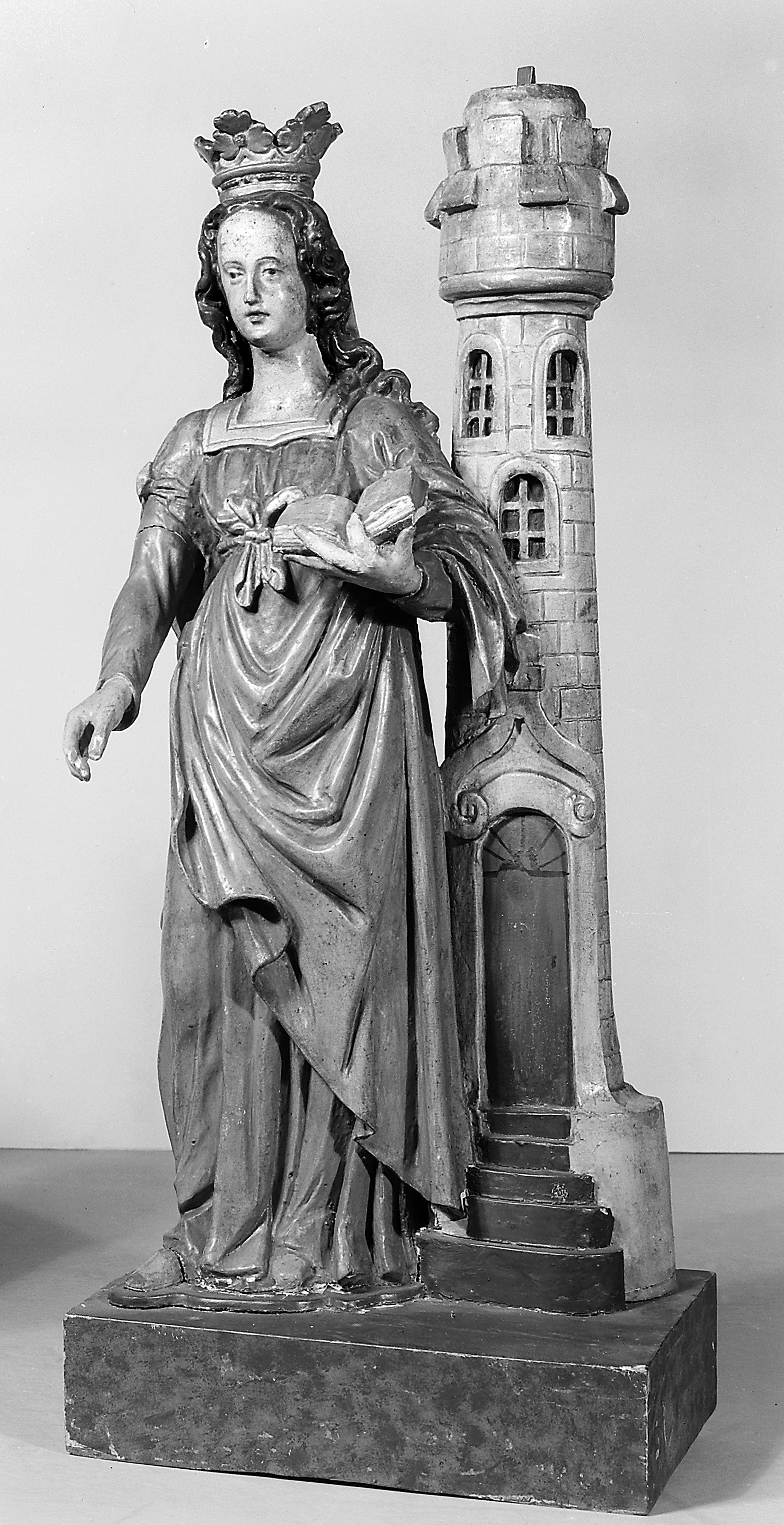
Statue de « Barbara » et de sa tour.

Les historiens ont beaucoup travaillé sur l’origine de ce patronage, l’existence de la sainte étant sujette à forte caution. D'après sa légende, fabuleuse mais ancienne (elle pourrait remonter au début du Ve siècle), Barbara serait née vers le dernier quart du IIIe siècle dans la campagne d' « Héliopolis », obscure bourgade proche d' Euchaita dans le Diospont/Hélénopont (nord-est de l' Asie mineure), et aurait subi le martyre au temps de l'empereur Maximien. Son père, le riche païen Dioscore, voulant la protéger des prétendants que sa grande beauté attire, l’enferme dans une tour. Malgré son isolement, la jeune fille vient à connaître le christianisme et s'y convertit. Profitant de l'absence de son père parti en voyage, elle fait percer dans sa chambre une troisième fenêtre censée représenter la troisième personne de la Trinité. À son retour, Dioscore découvre la conversion de sa fille. Hors de lui, il tente de la tuer. Barbara parvient à lui échapper et à se cacher, mais un berger la dénonce. Jugée devant un tribunal, elle refuse de renoncer à sa foi et ce malgré de nombreux supplices dont l'ablation des seins. Pour en finir, le juge prononce la sentence capitale et délègue au père l'exécution. Dioscore emmène sa fille hors la ville et la décapite, mais il est aussitôt frappé par la foudre et réduit en cendres.

## Célébration et notoriété
En France, sainte Barbe est la patronne de « nombreuses professions en rapport avec le feu ou la foudre » comme les pompiers, les soldats du génie, les artificiers, les démineurs, les artilleurs, les canonniers, les mineurs.
Elle est aussi vénérée par les pétroliers, les libraires et les étudiants (car c’est son instruction qui l’a convertie au christianisme), les couvreurs, les architectes, les charpentiers, les maçons, les mathématiciens et les marins-pêcheurs.
À partir de la Troisième République, la dévotion envers sainte Barbe se matérialise traditionnellement par une cérémonie religieuse, un repas et un bal.
Côté régional, à Saint-Étienne et dans le nord de la France, cette fête est un « héritage des traditions minières » et à une époque, la journée était chômée et payée pour les mineurs,. La zone urbaine de Lens-Liévin organise par exemple annuellement depuis 2018 une fête spécifique d'ampleur. Sainte Barbe est aussi célébrée dans les pays miniers Lorrains où une statue de la sainte était présente dans chaque mine. En Provence notamment, depuis l'époque romaine, il est religieusement de tradition de semer du blé à la Sainte-Barbe.
En 1921, l’officier Hanson de l’armée américaine demande que le titre de patronne de l’artillerie soit retirée à sainte Barbe au profit de Jeanne d’Arc. Hanson avance plusieurs arguments pour appuyer sa demande : Jeanne d’Arc est la sainte la plus aimée de France, d’Amérique et d’Angleterre, la plus « récente » au point de vue ecclésiastique mais surtout que c’est dans l’artillerie que son génie militaire s’est révélé lors de l'assaut sur le fort des Augustins le 6 mai 1429. Sa demande n’aboutira pas.

### Fête militaire
Dès le Moyen Âge, des corporations de métiers et des confréries se créent et se placent sous la protection d’un saint ou d’une sainte, qu’ils célèbrent par le biais de fêtes et de messes à une date anniversaire annuelle.
Les artilleurs, qui manipulent ces bouches à feu, revendiquent naturellement sainte Barbe comme patronne. De même, les sapeurs manipulant les explosifs et le feu la revendiquèrent comme sainte patronne dès la IIIe République. Tous les militaires la célèbrent chaque 4 décembre. La journée est alors rythmée par des festivités : messes, lever des couleurs, prises d’armes, évocation de la sainte, challenges en tout genre et repas pour renforcer la cohésion des groupes. Chaque groupe rend hommage à la sainte patronne par un cri qui, pour les sapeurs, est « Et par sainte Barbe… Vive la Sape ! », et pour les artilleurs « Et par sainte Barbe… Vive la bombarde ! ».
Chaque année, le musée de l’Armée organise un événement autour de la Sainte-Barbe avec des démonstrations de manœuvres de canon dans la cour d’honneur des Invalides.

### Fête civile

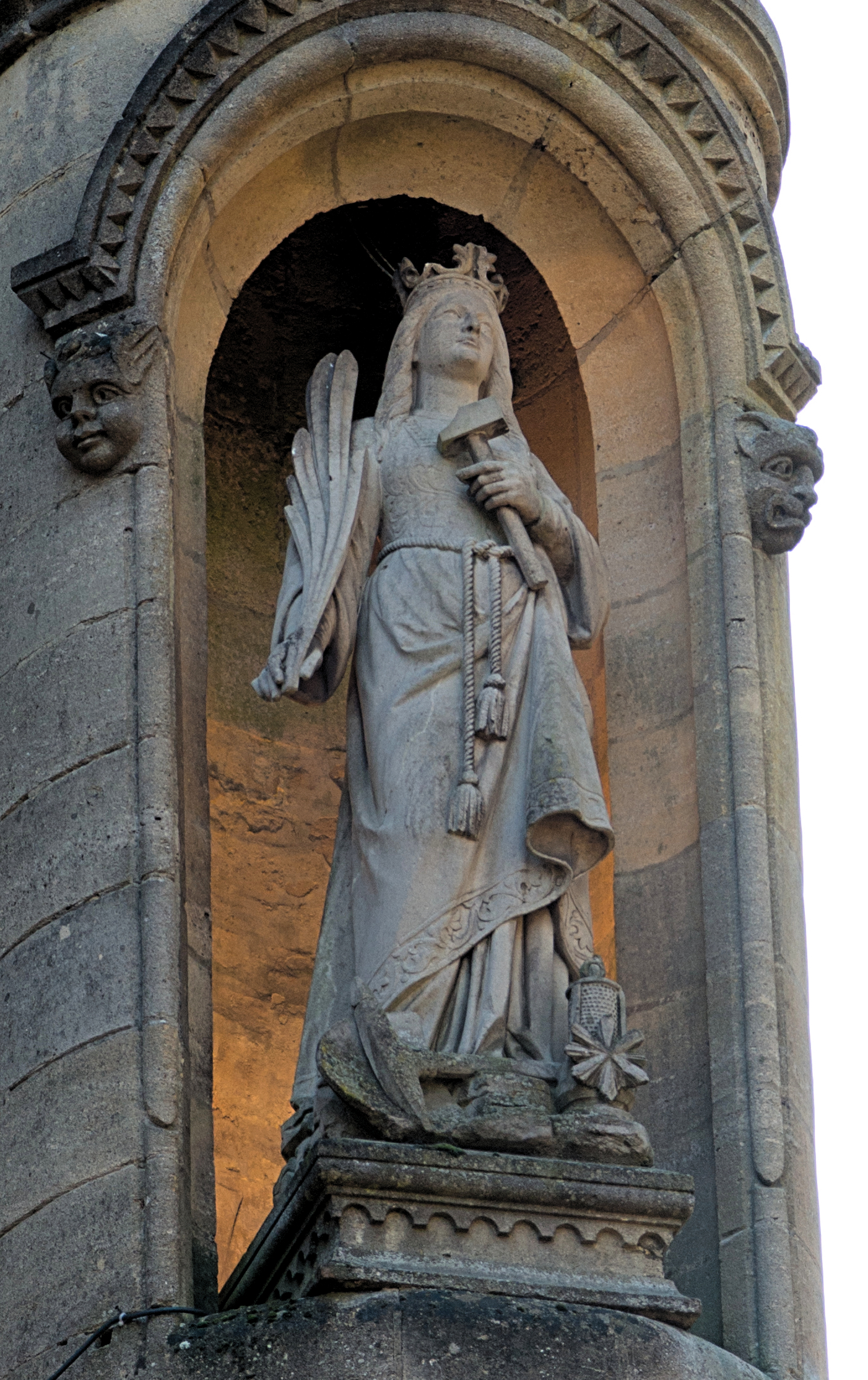
Statue de la Sainte, patronne des mineurs, sur la façade de l'église Sainte-Barbe de Lasauvage, ancienne cité minière du sud du Grand-Duché de Luxembourg.

La plupart des métiers à risque comme les mineurs de fond ainsi que les carriers célèbrent également Sainte Barbe.
De même, les géomètres-experts, partout dans le monde, célèbrent sainte Barbe chaque 4 décembre. Ceci vient probablement du fait que cette profession a historiquement été liée aux métiers de la mine avec les géomètres des mines et que durant la première guerre, la plupart des géomètres étaient des sous-officiers observateurs d'artillerie.

### Texte d'évocation de la sainte
Plusieurs textes existent pour évoquer la sainte patronne à l'ensemble des troupes lors de la cérémonie militaire. En voici un exemple (SOURCE ?) :
"Née en 235 sous l'empereur romain Maximin Ier près de Nicomédie (aujourd’hui Izmir en Turquie), sainte Barbe (ou sainte Barbara) est la fille unique de Dioscore, un riche édile païen. D’une grande beauté, elle est courtisée par de puissants seigneurs mais refuse à chaque fois de se marier. Devant partir en voyage pour rencontrer l’empereur, son père l’enferme avant de partir en voyage dans une tour d’un grand luxe, à l’écart des hommes.
Mais pendant l’absence de son père, le Christ se révèle à elle et Barbe se convertit au christianisme. Sa conversion se matérialise par la troisième fenêtre qu’elle fait percer dans la tour, symbolisant la Trinité. La colère de son père est terrible à son retour. Il la poursuit dans la ville et la traîne devant le juge Marcien.
Sainte Barbe refuse d’abjurer la religion chrétienne. Le juge Marcien la condamne alors aux pires tortures sous le regard de son père : on lui arrache les seins avec des peignes de fer, on la brûle avec des lames rougies puis elle est fouettée. Mais, par la grâce de Dieu, elle ne ressent pas la douleur. Enfin, alors qu’elle est traînée nue derrière un cheval à travers le pays, elle implore Dieu et un ange vient cacher sa nudité. Comme elle refuse toujours d’abjurer, son père la décapite, mettant fin à son supplice. Aussitôt, il est frappé par la foudre et réduit en poussière.
La richesse des légendes entourant le martyre de sainte Barbe a suscité diverses croyances et pratiques. Tous les métiers en rapport avec la foudre et le feu se tournent vers celle qui protège de la « male-mort », c'est-à-dire la mort sans avoir reçu les derniers sacrements (ce qui interdisait aux fidèles d’être enterrés en tant que chrétiens au Moyen Âge).[Information douteuse]
Sainte Barbe est généralement représentée en jeune fille, avec la palme du martyre. Elle peut porter une couronne ou un livre. Une tour à trois fenêtres (en référence à son adoration de la Trinité) et un éclair font également partie de ses attributs."